# Ball de l'ossa d'Encamp
El ball de l'ossa d'Encamp és una representació popular i històrica andorrana de teatre i dansa que forma part de les diverses activitats del dilluns del Carnaval d'Encamp. Aquesta tradició, que representa la cacera d'una ossa, va decaure durant la primera meitat del segle xx i va arribar a desaparèixer del Principat, per bé que actualment s'ha recuperat i és una de les més distintives de la identitat de la parròquia d'Encamp i de tot el teixit cultural d'Andorra.
Malgrat la seva pèrdua durant diversos anys, el ball de l'ossa revifar a mitjan anys 1950 de la mà del periodista i escriptor Rossend Marsol Clua, àlies Sícoris i anomenat popularment l'«advocat dels pobres», que en modernitzà la representació. El ball de l'ossa d'Encamp juntament amb l'Última ossa d'Ordino que se celebra a la primera setmana de desembre en aquesta altra parròquia, són les úniques manifestacions que perviuen d'aquesta tradició ancestral andorrana. Aquestes festes estan incloses a l'Inventari general del patrimoni cultural del Govern d'Andorra com a béns immaterials, i s'han inclòs en el patrimoni cultural immaterial de la humanitat de la UNESCO.
Les festes de l'ossa d'Andorra són considerades una farsa teatral, és a dir, una representació en forma de comèdia d'un sol acte. En aquesta festa fan aparició una varietat de personatges típics de la vida rural andorrana del segle passat i la cacera de l'animal es presenta com un pretext per escenificar les trifulgues en les que aquests es veuen immersos. En acabar la representació es reparteix all i oli de codony a tots els assistents.

## Personatges
En la celebració del ball de l'ossa d'Encamp hi participen diversos personatges. Els principals són els dallaires, el quefe (cap dels dallaires), la fregona i el fregó, l'amo i la mestressa, els caçadors i l'ossa. Tot i que la festa porta el nom del plantígrad, els grans protagonistes són, de fet, els dallaires, que estan en escena des del principi fins al final i van rebent les visites de diversos personatges. També són anomenats pels mateixos noms dels joves que els interpreten, cosa que no passa amb la resta de personatges. En el guió actual, els dallaires són sotmesos a un ritual iniciàtic. Primerament són presentats com uns minyons que reben lliçons en el món laboral pel seu cap i el manador. També són iniciats en el terreny de la sexualitat per la Fregona i el Fregó. Aquestes iniciacions culminen amb l'arribada dels caçadors que maten l'ossa. Tot seguit, els dallaires passen a ser felicitats i acceptats com a persones adultes pel senyor.

## Història
Als Pirineus Centrals, l'os bru era anomenat col·loquialment com «l'ossa», «la Senyora» o «la Peluda». A Andorra, «l'ossa» va ser una figura molt estesa i important en les festes carnavalesques de les parròquies. És probable que les festes de l'ossa s'originessin a l'edat mitjana, donat que en aquella època el culte als ossos estava estès pels pobles dels Pirineus. La primera referència escrita sobre aquestes celebracions es troba al llibre Relació sobre la Vall de Andorra (1838) del frare Tomàs Junoy i Arraut. Aquí ja es parla dels personatges que formen part de la farsa (dallaires, criades, senyors, caçadors i l'ossa) i del ball posterior. En el Costumari Català, de Joan Amades, del 1950, el folklorista ja indicava que el ball de l'ossa prenia força importància a Encamp:
| «                    | Era fet en havent dinat als afores de la població, vora del riu Balira, en un prat riberenc que feia d'escenari, mentre el veïnat espectador se situava ençà del riu. Sortien dos minyons que feien el paper de dallaires i simulaven dallar el prat. Aviat es presentava la «fregona» —figurada per un fadrí vestit de dona, tan malforjat com sabia— cavalcant un ase tan petit, que les cames del genet tocaven a terra, de manera que, més que cavalcar, caminava amb el ruquet entremig de les cames. Figurava que anava a rentar roba al Balira. Entre els dallaires i la «fregona» sorgia una disputa. Ells, amb el picador de la rentadora, li ventaven una solemne tunda. En aixecar-li la roba, mostrava els sotes coberts amb una pell de marrà que excitava la rialla de la multitud. Acabada la masega, sortia en escena un cavaller muntant un cavall, seguit d'un servent que manifestava certa recança, puix que havia sentit dir que per aquells verals voltava un os. A un extrem del camp, amb cartó, havien guarnit com una mena d'arna d'abelles. Es presentava el qui feia d'os i feia veure que volia treure la mel del rusc. En veure l'os, sorgia el pànic entre els figurants. Sobtadament, es presentava un caçador que engegava un tret a la fera i la matava. Així acabava la farsa. Tots els figurants feien cap a la plaça, on iniciaven el ball que durava tota la tarda, i en el curs del qual els intèrprets de la facècia gaudien de certa ascendència que els donava to d'autoritat. No podien intervenir en la representació més que fadrins. Tots posaven tant d'enginy com sabien per a vestir-se i engiponar-se de manera que fos impossible identificar-los. Hi havia variants de la farsa en què, en comptes d'un cavaller, sortia un matrimoni de gent rica, vestits a l'antiga, amb luxe. Ella, que representava estar gràvida, sentia el desig capriciós de menjar mel i anaven a cercar-ne al rusc. Mentre forfollaven, es presentava l'os. Aquesta representació es repetia per les Carnestoltes.” | » |
| — (Amades 1950: 674) | |   |

Als anys 1920, la forta emigració per motius econòmics de joves andorrans, que eren els que portaven el pes de la tradició, cap al sud de França provocà la decadència i desaparició de les festes de l'ossa a pràcticament totes el Principat.

Als anys cinquanta la celebració es va revifar a Encamp gràcies a Rossend Marsol Clua (Sícoris). un periodista i escriptor andorrà preocupat per la promoció de la cultura popular i que va aconseguir implicar els jovent del Principat en la seva empresa. Des d'aleshores, la farsa segueix un guió escrit per Sícoris, que hi va fer diverses aportacions, com ara la inclusió de la megafonia o el guió, que encara és l'esquema de la representació. El jovent del poble és l'encarregat de dur a terme la representació i alguns dels rols fins i tot han passat de generació en generació.
L'actuació passà també a celebrar-se el Dilluns de Carnaval, al mig dels tres dies forts de carnaval. A Encamp, el diumenge té lloc la representació popular de El judici dels contrabandistes i el dimarts s'escenifica L'operació del rei carnestoltes –ninot que presideix les festes des del dissabte. Els contrabandistes és una representació de finals del segle xix o principis del segle xx que forma un binomi amb L'ossa. Ambdues representacions són una farsa de la vida tradicional als Pirineus que es complementen. En una es parodien les trifulgues d'uns contrabandistes i en l'altra es fa burla de l'entorn dels segadors tot escenificant la cacera fortuïta d'una ossa.
En un passat la disfressa de l'ossa era una màscara esparracada feta de pells d'ovella i més antigament replena de palla. Actualment, és feta de pèl de peluix. La seva aparença d'os de peluix, ajuda a identificar-la, indirectament, com a figura representant de l'estadi infantil i adolescent previ a la maduresa.
Antigament, l'obra es representava als afores d'Encamp en un prat situat a la vora del riu Valira i després es feia un passacarrer cap a la plaça del poble on es feien els balls. Ara es fa una cercavila al principi fins a arribar a l'aparcament del prat de l'Areny i en finalitzar es desplacen amb l'ossa davant del Comú. L'escena actual es cobreix tota de palla i al centre s'hi col·loca un pi.